# Operatie Cooney
Operatie Cooney was de codenaam voor een SAS-operatie in het Franse departement Morbihan.

## Geschiedenis
De SAS dropte in de nacht van op 7 juni 1944 achttien eenheden van het 4e Franse Parachutistenbataljon in de buurt van Vannes. De manschappen hadden als taak meegekregen het ontregelen van het troepenvervoer naar het noorden, waar een dag eerder Operatie Overlord, de geallieerde landing in Normandië, van start was gegaan. De Duitsers hadden aldaar flinke versterkingen nodig en deze moesten vanuit andere delen van Frankrijk komen. De eenheden waren belast met de taak de oprukkende Duitse troepen zo veel mogelijk vertraging te bezorgen. Zij deden dit door de Duitsers constant aan te vallen. De eenheden wisten tijdens deze gevechten enkele spoorlijnen en depots op te blazen. Ze gaven bovendien doelen door aan de RAF, die deze bombardeerden.
Daarnaast hadden ze tot opdracht het coördineren en leiden van verzetsacties, omdat de geallieerden vanwege de slechte organisatie van het Franse verzet af en toe vertraging opliepen.